# Contea autonoma lisu di Weixi
La contea autonoma lisu di Weixi (维西傈僳族自治县S, Wéixī lìsùzú ZìzhìxiànP) è una contea della Cina, situata nella provincia di Yunnan e amministrata dalla prefettura autonoma tibetana di Dêqên.